# Bonnezeaux

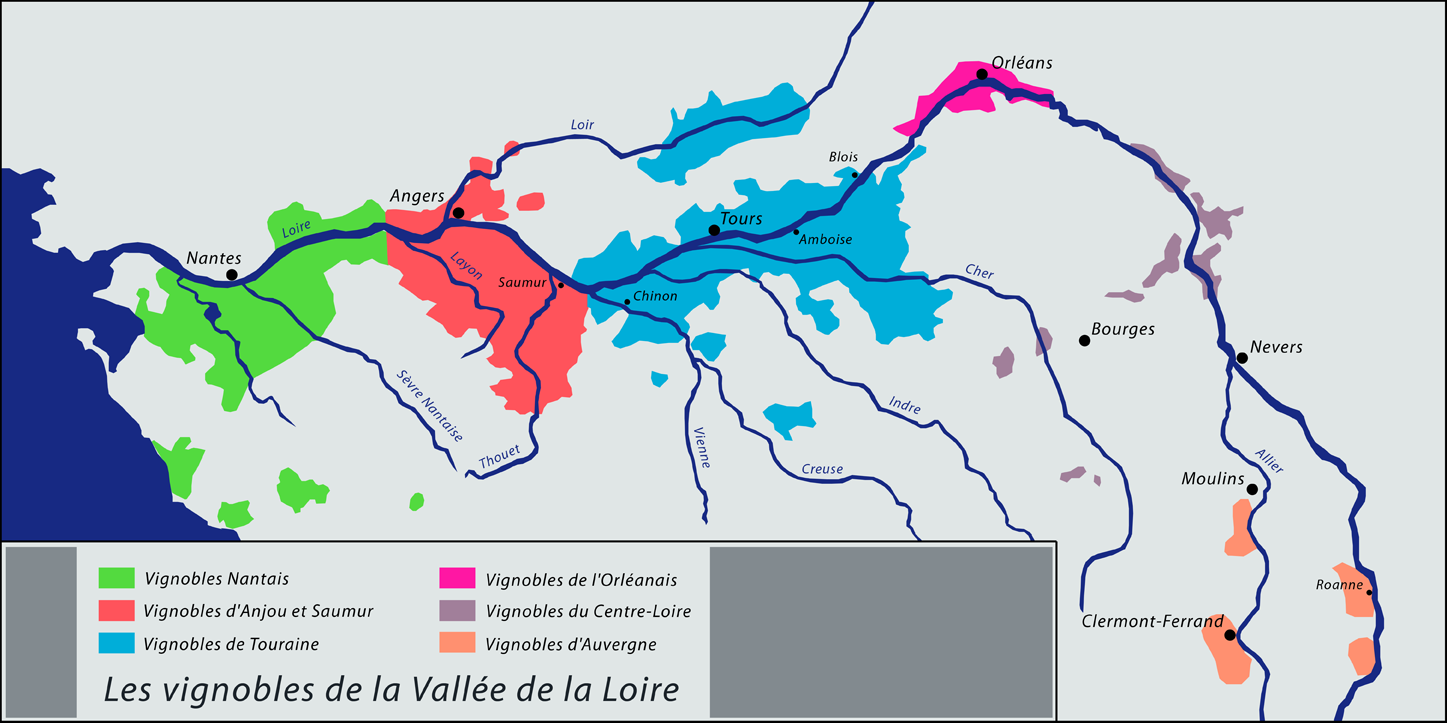
Übersichtskarte der Weinbauregionen der Loire. Bonnezeaux gehört zur Region Anjou (rot) und liegt am Fluss Layon.

Bonnezeaux ist eine Weinbaugebiet in der Weinanbauregion Val de Loire, ca. 20 Kilometer südlich von Angers im Département Maine-et-Loire. Es handelt sich um eine Enklave innerhalb der Appellation Coteaux-du-Layon im Teilbereich Anjou.
Bonnezeaux hat seit dem 6. November 1951 (letzte Anpassung des Dekrets am 7. Oktober 2003) den Status einer Appellation d’Origine Contrôlée (AOC). Die Reben wachsen an 3 Steilhängen in der Gemeinde Bellevigne-en-Layon, am rechten Ufer des Flusses Layon, einem Nebenfluss der Loire. Die Steilhänge mit den Namen La Montagne, Beauregard und Fesles haben Schieferböden und sind südlich ausgerichtet.
Produziert werden ausschließlich süße Weißweine aus der Rebsorte Chenin Blanc. Die Trauben sollten möglichst von Edelfäule (siehe auch Botrytis cinerea) befallen sein und werden in mehreren Durchgängen zur besseren Selektion der überreifen Trauben per Hand gelesen.
Von den 130 Hektar zugelassenen Reblandes sind ca. 80 Hektar bestockt: die Erträge sind sehr niedrig – die Grunderträge sollen 25 hl/Hektar nicht überschreiten. Im Mittel werden ca. 2000 hl Wein erzeugt. Der potentielle Alkoholgehalt muss mindestens 13,5 % betragen, wobei der Zucker nicht komplett vergoren wird (→ Mostgewicht). Der Wein ist goldfarben mit grünlichen Reflexen; im Duft ist er sehr blumig und parfümiert. Er wird frühestens sechs Jahre nach der Ernte getrunken. Er kann mindestens 20 Jahre gelagert werden. Die Trinktemperatur liegt bei 8 °C.

## Abgrenzung zu den anderen Teilbereichen der Coteaux-du-Layon
Die gesetzlichen Vorlagen der einzelnen Appellationen unterscheiden sich wie folgt.
| AOC                                                                        | Ertragsgrenze (Hektoliter je Hektar) | minimales Mostgewicht (in Gramm/Liter) | Minimaler Alkoholgehalt im Wein | Minimaler Restzuckergehalt im Wein (in Gramm/Liter) | Sonstiges |
| -------------------------------------------------------------------------- | ------------------------------------ | -------------------------------------- | ------------------------------- | --------------------------------------------------- | --- |
| Coteaux du Layon                                                           | 35 hl/ha                             | 221 g/l                                | 11 %                            | 34 g/l                                              | |
| Coteaux du Layon + Gemeindename                                            | 30 hl/ha                             | 238 g/l                                | 12 %                            | 34 g/l                                              | |
| Coteaux du Layon (+ Gemeindename) + Bezeichnung Sélection de grains nobles |                                      | 294 g/l                                |                                 |                                                     | Keine Chaptalisation erlaubt; in einem Sensoriktest muss der Beerenauslesecharakter bestätigt werden. |
| Bonnezeaux                                                                 | 25 hl/ha                             | 238 g/l                                | 12 %                            | 34 g/l                                              | Die Beeren müssen in überreifem Zustand geerntet werden und dürfen von Edelfäule befallen sein (müssen aber nicht).                                                                                                  |
| Chaume                                                                     | 25 hl/ha                             | 272 g/l                                | 12 %                            | 68 g/l                                              | Die Beeren müssen in teilrosiniertem Zustand geerntet werden oder von Edelfäule befallen sein. Falls das natürliche Mostgewicht 323 g/l übersteigt, liegt der minimale Alkoholgehalt des Weines bei 11 % statt 12 %. |
| Quarts de Chaume                                                           | 25 hl/ha                             | 238 g/l                                | 12 %                            | 34 g/l                                              | Die Beeren müssen in überreifem Zustand geerntet werden und dürfen von Edelfäule befallen sein (müssen aber nicht).                                                                                                  |